# Jo Matti
Johannes Leo (Jo) Matti (Kerkrade, 10 april 1926 - Weert, 8 juni 2018) was een Nederlands politicus van het CDA.
Nadat hij aan Rolduc in 1946 zijn diploma gymnasium behaalde studeerde hij tot 1951 rechten aan de Katholieke Universiteit Nijmegen. Daarna ging hij werken bij de gemeente Kerkrade. In 1957 maakte hij de overstap naar de gemeente Den Haag waar hij waarnemend-kabinetschef van burgemeester Kolfschoten was. In april 1961 werd hij commies-griffier bij de Tweede Kamer. Eind 1967 keerde hij terug naar Limburg waar hij ging werken als griffier van de provincie. In maart 1979 werd Matti benoemd tot burgemeester van Weert wat hij tot zijn pensionering in mei 1991 zou blijven. Nadat de Brunssumse burgemeester Henk Riem na beschuldiging van corruptie op non-actief was gesteld was Matti daar vanaf april 1993 nog een jaar waarnemend burgemeester.
Op 8 juni 2018 overleed Matti.